# ガン＝マリ・リンドホルム
ガン＝マリ・リンドホルム（スウェーデン語: Gun-Mari Lindholm、1962年3月29日 - ）は、オーランド諸島の政治家、非同盟連合党首。